# Wirich Philipp von und zu Daun

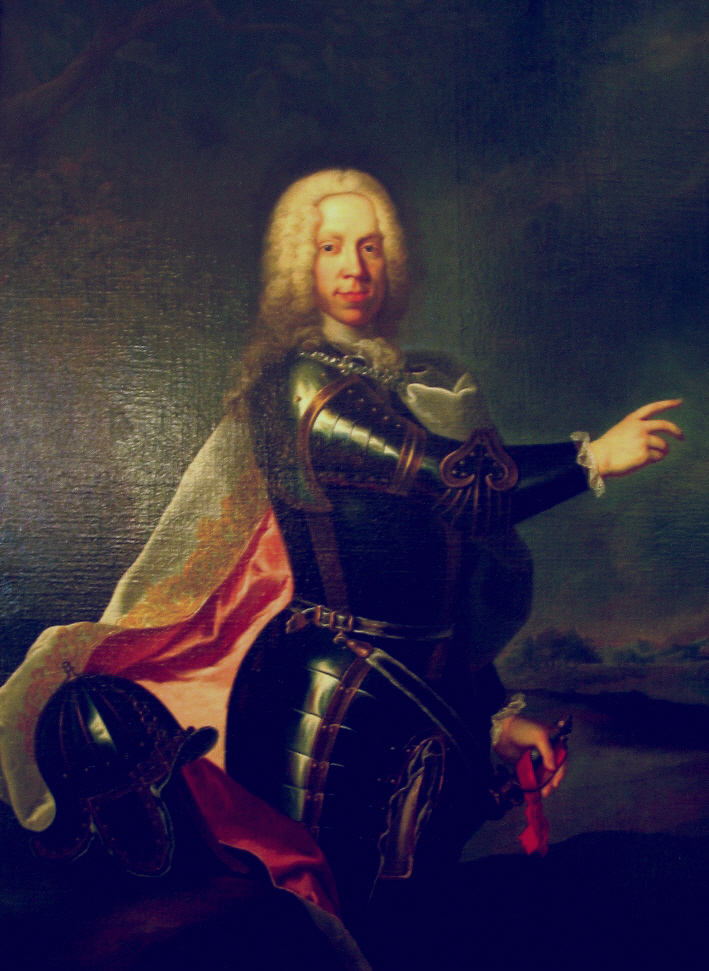
Wirich Graf Daun, zeitg. Porträt im Heeresgeschichtlichen Museum.

Wirich Philipp Lorenz Graf von und zu Daun, seit 1710 Fürst von Teano, (* 19. Oktober 1669 in Wien; † 30. Juli 1741 in Wien) war kaiserlicher Feldmarschall, Ritter vom Goldenen Vlies, kaiserlicher Geheimer Rat, Vizekönig von Neapel, Statthalter der Österreichischen Niederlande und Gouverneur des Herzogtums Mailand. Er kämpfte in zahlreichen Kriegen und besetzte 1708 den Kirchenstaat.

## Herkunft
Wirich Daun stammte aus dem Adelsgeschlecht der Daun. Sein Vater war der Graf Wilhelm Johann Anton von Daun, der 1657 in österreichische Dienste getreten und 1694 zum Feldmarschall ernannt wurde. Seine Mutter war Anna Maria Magdalena Gräfin von Althann (1635–1712), seine Geschwister waren Heinrich Dietrich Martin Joseph Graf Daun, kaiserlicher Feldmarschall und Hofkriegsrat (1678–1761) und der Feldmarschalleutnant Heinrich Richard Lorenz Graf Daun (1673–1729).

## Leben
Wirich Daun begann seine militärische Laufbahn im Regiment seines Vaters. Er nahm im Großen Türkenkrieg 1696/97 am Feldzug in Ungarn teil und kämpfte dort in der Schlacht bei Zenta. Ab 1701 diente er im Spanischen Erbfolgekrieg unter Prinz Eugen in Italien. Bekannt wurde er 1706 durch die zähe, dreieinhalbmonatige Verteidigung Turins gegen die Belagerungstruppen Louis d’Aubusson, duc de La Feuillades. Diese ermöglichte Eugen einen Zeitgewinn, sodass er das überlegene französische Heer des Philipp von Orleans und des Marschalls Marsin in der Schlacht bei Turin schlagen konnte.
1707 zog der zum Feldzeugmeister beförderte Daun nach Süden, um das Königreich Neapel zu erobern. Der Widerstand der Neapolitaner wurde durch den Sturm auf die Festung Gaeta gebrochen. Dabei setzte er ein in Genua gekauftes Schiff ein, das fortan den Grundstock der österreichischen Marine bildete.
Erzherzog Karl, damals Titular-König von Spanien und König von Neapel, ernannte Daun daraufhin eigenmächtig, d. h. ohne Zustimmung Kaiser Josephs I., zum Feldmarschall der spanisch-italienischen Truppen in Neapel.
Als Nachfolger von Georg Adam Graf von Martinitz Vizekönig von Neapel 1707–1708, leitete Daun die erfolgreiche Eroberung Sardiniens ein. Karl verlieh ihm das Fürstentum Teano (heute: Provinz Caserta), welches vorher der Herzogin von Medina-Sidonia konfisziert worden war. Daun stellte dieses Lehen aber gegen Ablöse zurück, der gleichzeitig verliehene Titel eines Fürsten von Teano blieb jedoch in der Familie Daun und ging im 19. Jahrhundert auf die Pálffy von Erdőd als deren Erben über.
Schließlich als Nachfolger Eugens zum Feldmarschall und Oberkommandierenden in Italien mit Sitz in Mailand ernannt, drang Daun 1708 im Comacchiokrieg gegen Rom vor, vertrieb Marschall Claude-Louis-Hector de Villars, besetzte den Kirchenstaat in Mittelitalien und zwang Papst Clemens XI. zum Frieden mit Joseph I.
Dafür wurde er zum spanischen Granden ernannt, mit dem Goldenen Vlies ausgezeichnet und 1713 erneut Vizekönig von Neapel, wo er sich beim Volk beliebt zu machen wusste. Seine Amtszeit endete im Jahre 1719.

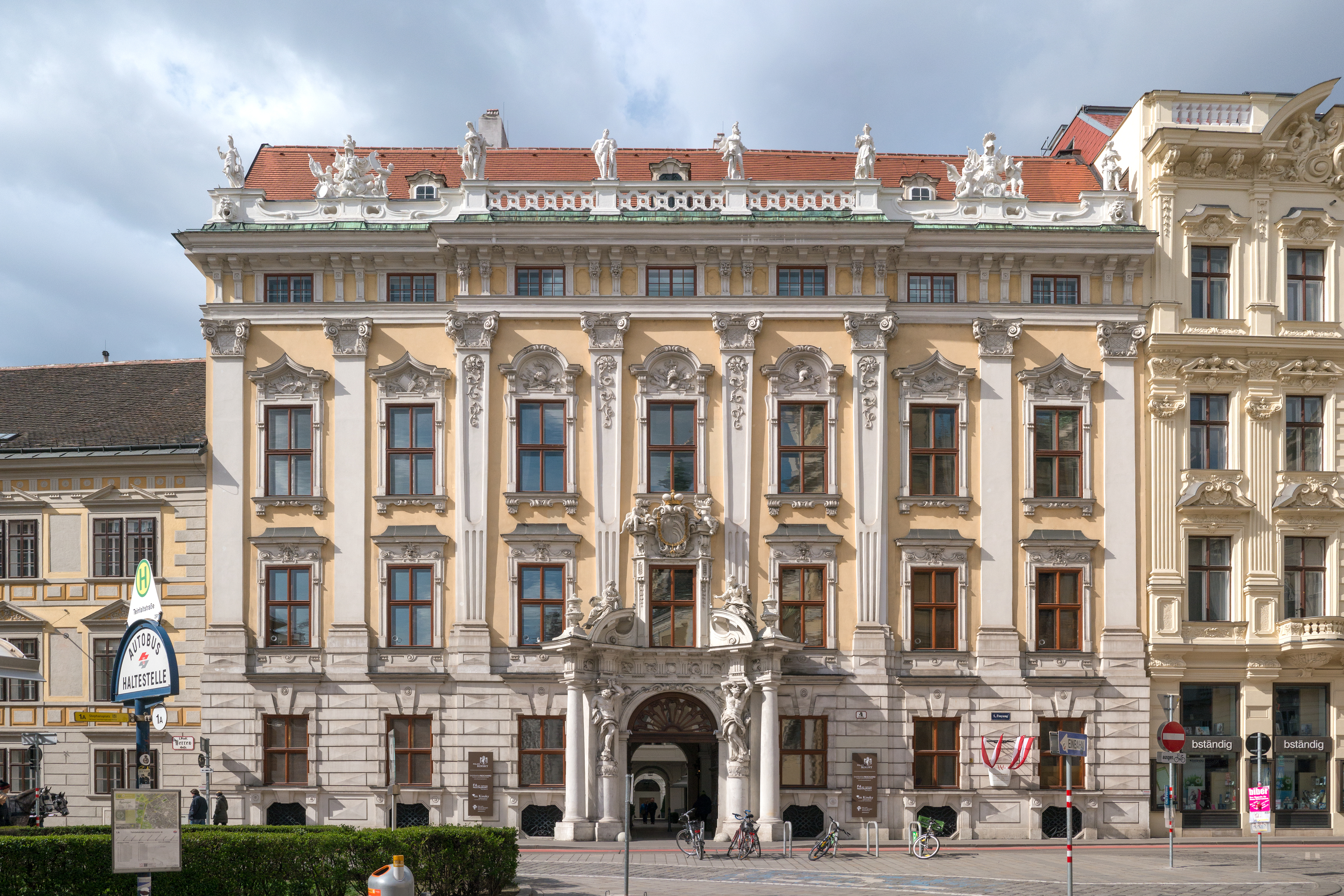
Palais Daun-Kinsky in Wien

1719 bis 1725 war er Direktor der Artillerie (Oberster Land- und Hauszeugmeister) und Stadtkommandant von Wien.
In dieser Zeit ließ er das heutige Palais Daun-Kinsky nach Plänen von Johann Lucas von Hildebrand errichten.
Danach diente Daun vorübergehend als Statthalter der Niederlande (1724/25), nachdem Prinz Eugen von Savoyen sein Gouverneursamt niedergelegt hatte. 1728 wurde Daun Gouverneur des Herzogtums Mailand. Als solcher musste er 1733 die Stadt einer französischen Übermacht unter König Karl Emanuel III. von Sardinien überlassen, weshalb er von Feldmarschall Mercy abgelöst wurde und in Ungnade fiel. Er konnte sich jedoch gegen alle Anschuldigen rechtfertigen und wurde rehabilitiert.
Sein Grabmal befindet sich in der Georgskapelle der Wiener Augustinerkirche, in der auch sein Sohn, Leopold Joseph von Daun, beigesetzt ist.

## Familie
Er heiratete 1696 die Gräfin Maria Barbara von Herberstein († 1735), eine Tochter des Generalfeldwachtmeisters Johann Ferdinand von Herberstein (1640–1675). Das Paar hatte fünf Söhne, darunter:
- Ferdinand Heinrich (* 13. Mai 1698; † 21. Oktober 1739), Kämmerer ⚭ 1722 Maria Rosina Genovesa von Herberstein (* 3. Januar 1706)
- Leopold Joseph (1705–1766), Feldmarschall ⚭ Maria Josefa Fuchs vom Bimbach und Dornheim (* 4. April 1711; † 19. Januar 1764)